# Alexandre Libert
Alexandre Libert (Bergen, 25 januari 1990) is een Belgisch basketballer.

## Carrière
Libert speelde in de jeugd van BC Flénu-Quaregnon en Dexia Mons-Hainaut, bij deze laatste club groeide hij uit tot basisspeler. Hij speelde zes seizoenen voor de club en won de beker met hen in 2011. In 2013 maakte hij de overstap naar VOO Verviers-Pepinster waar hij drie seizoenen speelde in het laatste seizoen voor de club speelde hij 28 wedstrijden.
In 2015 ging hij spelen voor Spirou Charleroi waar hij meteen uitgroeide tot basisspeler. Tot het seizoen 2019/20 ging het minder en speelde hij niet meer alle wedstrijden maar behoort nog steeds tot de sterkhouders van Charleroi met een gemiddelde van 13,8 punten in het seizoen 2020/21. Na het seizoen 2022/23 en acht seizoenen bij Charleroi maakte hij de overstap naar de Brusselse eersteklasser Brussels Basketball.

## Erelijst
- Belgisch bekerwinnaar: 2011